# Hancock (Maryland)
Hancock ist eine Stadt in Washington County, Maryland, Vereinigte Staaten. Das U.S. Census Bureau hat bei der Volkszählung 2020 eine Einwohnerzahl von 1557 ermittelt.

## Geographie

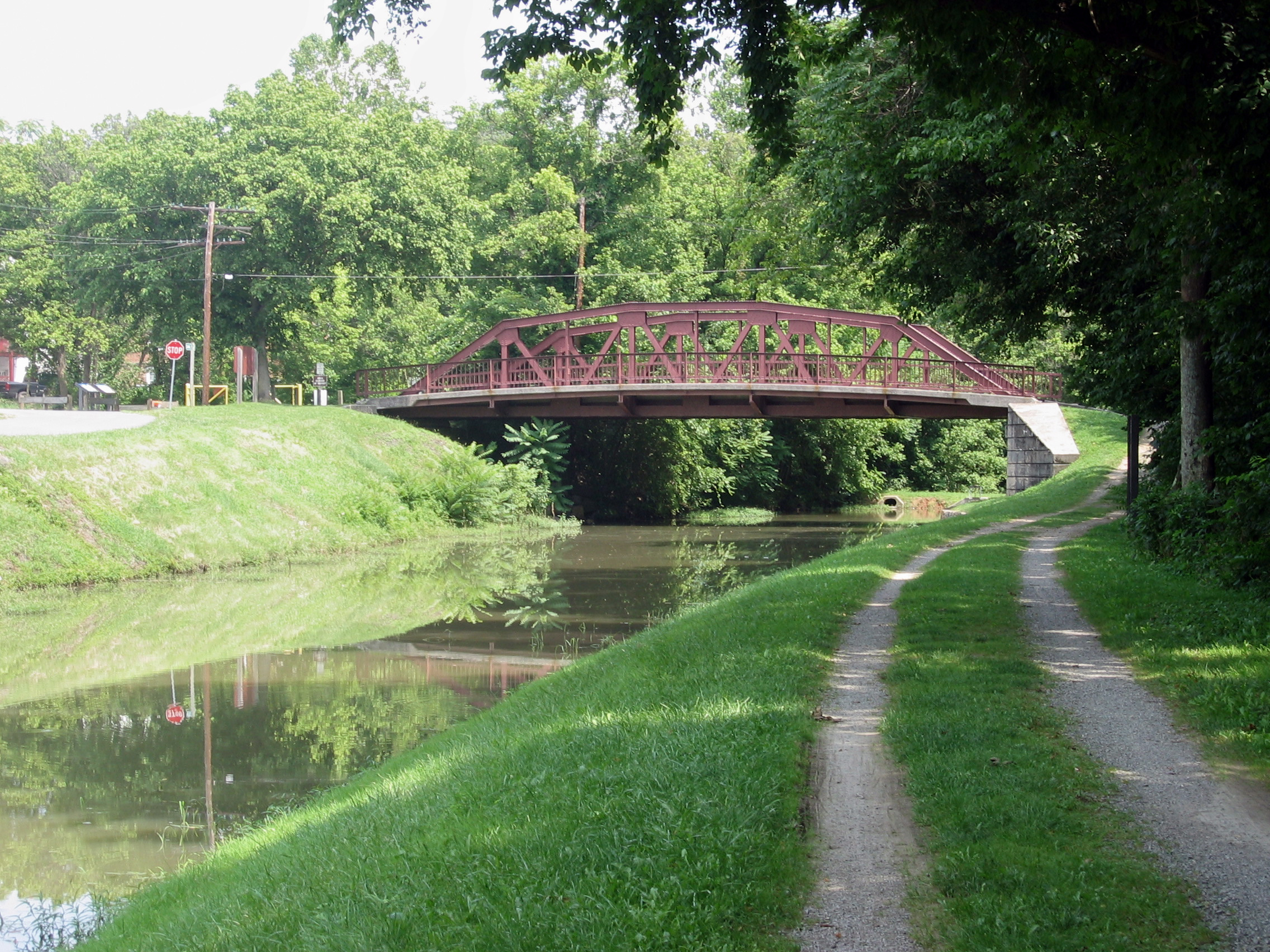
C&O Canal

Nach Daten des United States Census Bureau erstreckt sich das Stadtgebiet über eine Fläche von 7,1 km²; davon 7,0 km² Land- und 0,1 km² Wasserfläche (1,41 %).
Mit einer Breite von nur ca. drei Kilometern liegt im Gebiet von Hancock bei der Kreuzung der Interstate 68 und Interstate 70 die engste Stelle des Staates Maryland; es ist zudem die engste Stelle eines Bundesstaates der USA überhaupt. Die nördliche Grenze wird durch die Mason-Dixon-Linie bestimmt.
Der Chesapeake and Ohio Canal führt durch die Stadt, der Western Maryland Rail Trail verbindet Hancock mit dem Fort Frederick State Park.

## Demografie
Nach der Volkszählung im Jahr 2000 lebten in Hancock 1725 Einwohner, die sich auf 735 Haushalte und 462 Familien aufteilten. Die Bevölkerungsdichte lag bei 246,43 Einwohner pro km². 
Ethnisch betrachtet setzte sich die Bevölkerung zusammen aus 98,26 % weißer Bevölkerung, 0,35 % afrikanischer Abstammung, 0,35 % aus amerikanischen Ureinwohnern, 0,06 % asiatischer Abstammung, 0,12 % pazifischer Insulaner, 0,12 % anderer Abstammung, sowie 0,75 % zwei oder mehr Abstammungslinien. 0,46 % der Einwohner waren spanischer oder latein-amerikanischer Abstammung. 
Von den 735 Haushalten hatten 27,6 % minderjährige Kinder, die noch im Haushalt lebten. 41,8 % waren verheiratete, zusammen lebende Paare. 16,3 % waren alleinerziehende Mütter und 37,1 % waren keine Familien. 31,2 % waren Singlehaushalte, und in 15,8 % der Haushalte lebten Menschen im Alter von 65 oder darüber. 
Die durchschnittliche Haushaltsgröße lag bei 2,30. Die durchschnittliche Familiengröße bei 2,86 Personen. 
24,5 % der Einwohner waren jünger als 18 Jahre, 9,5 % der Einwohner waren zwischen 18 und 24 Jahren, 28,2 % zwischen 25 und 44 Jahren und 21,9 % zwischen 45 und 64 Jahren alt. 15,8 % waren 65 Jahre und älter. Das Durchschnittsalter lag bei 36 Jahren. Auf 100 weibliche Personen kamen statistisch 88,3 männliche Personen und auf 100 weibliche Personen über 18 Jahre kamen statistisch 80,8 männliche Personen. 
Das mittlere Haushaltseinkommen lag bei 28.750 US-Dollar, das mittlere Familieneinkommen bei 32.538 US-Dollar. Das mittlere Einkommen bei männlichen Einwohnern lag bei 25.353 US-Dollar, bei weiblichen bei 20.304 US-Dollar. Das Pro-Kopf-Einkommen lag bei 13.758 US-Dollar. 11,6 % der Familien und 16,8 % der Bevölkerung lebten unter der Armutsgrenze, darin sind 19,7 % der Einwohner unter 18 Jahren, und 13,7 % der Einwohner über 65 Jahren berücksichtigt.